# Карцеби
Карцеби (груз. ქარცები, арм. Քարսեպ) — село в Грузии, на территории Ахалкалакского муниципалитета края (мхаре) Самцхе-Джавахети.

## География
Село находится в южной части Грузии, в пределах Ахалкалакского плоскогорья, на правом берегу реки Азмана (правый приток Куры), на расстоянии приблизительно 16 километров (по прямой) к юго-западу от города Ахалкалаки, административного центра муниципалитета. Абсолютная высота — 1743 метра над уровнем моря.

## Население
По результатам официальной переписи населения 2014 года, в Карцеби проживало 110 человек (51 мужчина и 59 женщин). В национальной структуре населения армяне составляли 100 %.
| Год  | Население, человек |
| ---- | ------------------ |
| 2002 | 156                |
| 2014 | ↘ 110              |